# Боррас, Рауль
Рауль Антонио Боррас (исп. Raúl Borrás; 13 июня 1933, Алькорта, департамент Конститусьон, Аргентина — 25 мая 1985, Пергамино) — аргентинский политический и государственный деятель, министр обороны Аргентины (10 декабря 1983 — 25 мая 1985), заместитель министра сельского хозяйства страны (1964—1966), журналист, редактор.
В молодости вступил в Гражданский радикальный союз. Был президентом Совещательного совета города Пергамино. В 1964 году президент Артуро Ильиа назначил его заместителем министра сельского хозяйства страны, занимал эту должность до государственного переворота 28 июня 1966 года, в результате которого генерал Хуан Карлос Онгания сверг Артуро Ильиа.
В последующие годы Боррас посвятил себя журналистике: руководил сельскохозяйственным отделом газеты La Voz del Plata, сотрудничал с газетой La Opinion.
Основал и редактировал газету «Пуэбло», противостоящей диктатуре Хуана Карлоса Онгания. Участвовал в Движении обновления и перемен страны под руководством Рауля Альфонсина. С 1973 по 1976 год был народным депутатом.
После прихода к власти Альфонсина был назначен министром обороны Аргентины. Занимался реструктуризацией Вооружённых Сил с намерением демонтировать репрессивный аппарат, организованный во время диктатуры.
Умер от рака лёгкого. Похоронен на кладбище Реколета.